# Заможненська сільська рада (Житомирський район)
Заможненська сільська рада — колишня адміністративно-територіальна одиниця та орган місцевого самоврядування у Житомирському районі Житомирської області Української РСР та України з адміністративним центром у селі Заможне.

## Населені пункти
Сільській раді були підпорядковані населені пункти:
- с. Заможне

## Населення
Відповідно до результатів перепису населення СРСР, кількість населення ради, станом на 12 січня 1989 року, становила 589 осіб.
Станом на 5 грудня 2001 року, відповідно до перепису населення України, кількість мешканців сільської ради становила 347 осіб.

## Склад ради

### VI скликання
Рада складалася з 12 депутатів та голови.
За результатами місцевих виборів 2010 року депутатами ради є:
| № округу | Прізвище, ім'я, по батькові    | Дата визнання обраним | Освіта                    | Партійна приналежність | Відомості про обраного депутата               |
| -------- | ------------------------------ | --------------------- | ------------------------- | ---------------------- | --------------------------------------------- |
| 1        | Весельська Людмила Василівна   | 04.11.2010            | Освіта вища               | позапартійна           | тимчасово не працює                           |
| 2        | Весельська Оксана Миколаївна   | 04.11.2010            | Освіта вища               | позапартійна           | Заможненська загальноосвітня школа, вчитель   |
| 3        | Симон Наталія Казимирівна      | 04.11.2010            | Освіта середня            | позапартійна           | Заможненська сільська рада, секретар          |
| 4        | Вонсовнч Валентина Казимирівна | 04.11.2010            | Освіта вища               | позапартійна           | Заможненська ЗОНІ, вчитель                    |
| 5        | Бондарчук Галина Валеріївна    | 04.11.2010            | Освіта середня спеціальна | позапартійна           | Заможненська сільська бібліотека, бібліотекар |
| 6        | Бутинець Алім Йосипович        | 04.11.2010            | Освіта вища               | позапартійний          | тимчасово не працює                           |
| 7        | Журавський Павло Станіславович | 04.11.2010            | Освіта середня            | позапартійний          | Заможненський сільський клуб, зав.клубом      |
| 8        | Колосник Леоніда Казимирівна   | 04.11.2010            | Освіта середня спеціальна | позапартійна           | приватний підприємець                         |
| 9        | Кур'ята Людмила Людвиківна     | 04.11.2010            | Освіта середня спеціальна | позапартійна           | Заможненський ФП, молодша медична сестра      |
| 10       | Лук'янчук Станіслава Петрівна  | 04.11.2010            | Освіта середня            | позапартійна           | пенсіонер                                     |
| 11       | Гурський Микола Леонідович     | 04.11.2010            | Освіта середня            | позапартійний          | тимчасово не працює                           |
| 12       | Яник Микола Петрович           | 04.11.2010            | Освіта середня            | позапартійний          | тимчасово не працює                           |

### Керівний склад попередніх скликань
| ПІБ                      | Основні відомості                                                                     | Дата обрання | Дата звільнення |
| ------------------------ | ------------------------------------------------------------------------------------- | ------------ | --------------- |
| Нагорнюк Петро Борисович | Сільський голова, 1969 року народження, освіта вища, член Української Народної Партії | 26.03.2006   | 31.10.2010      |
| Нагорнюк Петро Борисович | Сільський голова, 1969 року народження, освіта вища, безпартійний                     | 31.10.2010   |                 |

Примітка: таблиця складена за даними джерела

## Історія
Створена 3 березня 1987 року, відповідно до рішення Житомирського облвиконкому № 61 «Про деякі зміни в адміністративно-територіальному устрої Житомирського і Малинського районів», в складі сіл Заможне та Покостівка Високопічської сільської ради Житомирського району Житомирської області. 4 лютого 1999 року, відповідно до рішення Житомирської обласної ради «Про підпорядкування Високопічській сільській раді Житомирського району с. Покостівки Заможненської сільської ради», с. Покостівка передане до складу Високопічської сільської ради.
Виключена з облікових даних 17 липня 2020 року. Територію та с. Заможне, відповідно до розпорядження Кабінету Міністрів України № 711-р від 12 червня 2020 року «Про визначення адміністративних центрів та затвердження територій територіальних громад Житомирської області», включено до складу Березівської сільської територіальної громади Житомирського району Житомирської області.